# Miah Persson
Miah Persson es una soprano lírica sueca nacida en Örnsköldsvik en 1969.
Creció en Hudiksval y vivió en París, estudio en Estocolmo en el Conservatoire Kulturama, estudio además piano y dirección orquestal.
Miembro de la Royal Swedish Opera, ha cantado en San Francisco, Glyndebourne, Festival de Salzburgo, Covent Garden, Berlín, Lucerna, Aix, Frankfurt, Nueva York y otras plazas líricas.
Su repertorio comprende Zerlina (Don Giovanni), Susanna (Le nozze di Figaro) Pamina (Die Zauberflöte), Gretel, Sophie (Der Rosenkavalier), Frasquita (Carmen), Sandrina (La Finta Giardiniera) Dorinda (Orlando), Béatrice et Bénédict, Griselda, Nanetta (Falstaff), The Governess en The Turn of the Screw, Almirena (Rinaldo), etc. 
Es una destacada recitalista y cantante en obras sinfónico corales.

## Discografía de referencia
- Bach: Cantatas Vol 10 / Suzuki, Bach Collegium Japan
- Fauré, Duruflé: Requiem / Malmberg
- Fernström: Songs Of The Sea/ Shui
- Haydn: The Seasons / Bolton, Mozarteum Orchester Salzburg
- Haydn: The Creation / McCreesh
- Handel: Rinaldo / Jacobs
- Mozart: Così Fan Tutte / Fischer (DVD, Glyndebourne)
- Mozart: Le Nozze Di Figaro / Pappano (DVD)
- Mozart: Mitridate, rè di Ponto / Minkowski
- Soul And Landscape / Roger Vignoles
- Strauss: Der Rosenkavalier / Bychkov (DVD, Salzburgo)
- Verdi: Falstaff / Mazzola
- Un Moto Di Giola: Mozart Opera & Concert Arias /Weigle